# Puyehue (volcan)
Pour les articles homonymes, voir Puyehue.
Le Puyehue est un volcan du Chili situé dans la cordillère des Andes. Voisin d'un autre volcan, le Cordón Caulle, il se présente sous la forme d'un stratovolcan culminant à 2 236 mètres d'altitude et couronné par une caldeira.

## Toponymie
Puyehue est un toponyme mapudungun signifiant en français « Lieu des Puyes ». Son étymologie repose sur les termes puye qui désigne les Galaxias maculatus, une espèce de poisson, et hue qui signifie « endroit », « lieu ».

## Géographie

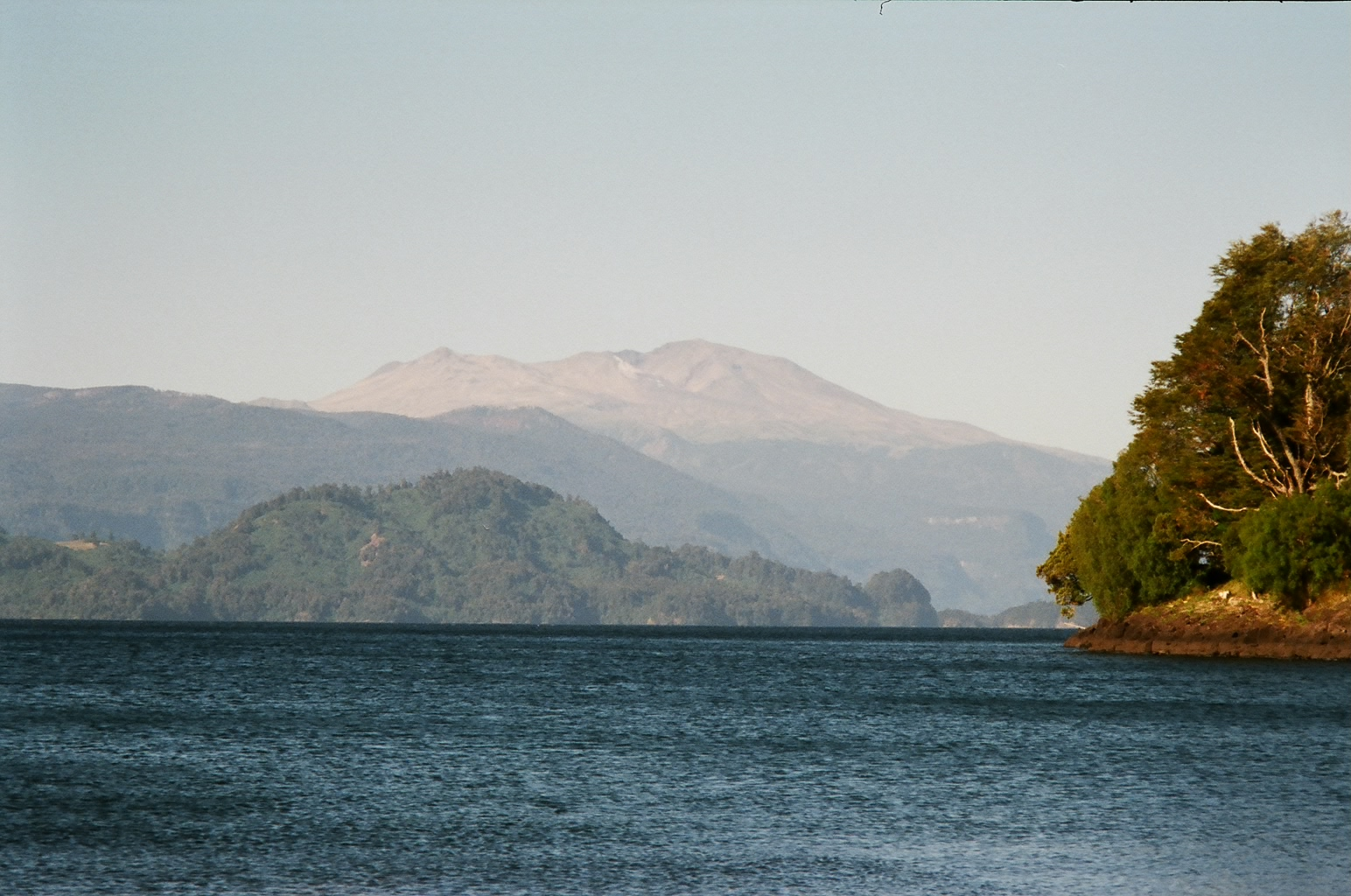
Vue du Puyehue depuis la rive opposée du lac Puyehue.

Le Puyehue est situé dans le sud du Chili, à l'extrémité septentrionale de la cordillère de Patagonie, une chaîne de montagnes des Andes. Il est voisin du Cordón Caulle, un autre volcan situé au nord-ouest. Administrativement, il se trouve dans la province de Ranco de la région des Los Ríos. Il est inclus dans le parc national Puyehue.
Le Puyehue se présente sous la forme d'un stratovolcan aux pentes régulières et au sommet formé par une caldeira circulaire de 2,4 kilomètres de diamètre. Le rebord sud-ouest de cette caldeira constitue le point culminant de la montagne avec 2 236 mètres d'altitude. Ses pentes couvertes de forêts laissent place à une végétation alpine puis inexistante avec l'altitude ; le sommet de la montagne est fréquemment enneigé.

## Histoire
La première éruption connue du Puyehue s'est déroulée il y a environ 5 000 ans, suivie de celles d'il y a 4 450 ans, il y a 3 250 ans, vers 140 et vers 860.
Formant un complexe volcanique avec le Puyehue, le Cordón Caulle est plus ou moins considéré comme une bouche éruptive latérale de ce volcan. Ainsi, lorsque le Cordón Caulle entre en éruption le 4 juin 2011, les médias reprennent des volcanologues le nom du volcan sous la forme « Puyehue-Cordón Caulle », parfois raccourcie en « Puyehue », si bien qu'une confusion est alors possible quant au lieu de l'éruption,. Les enregistrements sismiques et les observations visuelles et satellites indiquent cependant de manière claire une éruption affectant uniquement le Cordón Caulle.

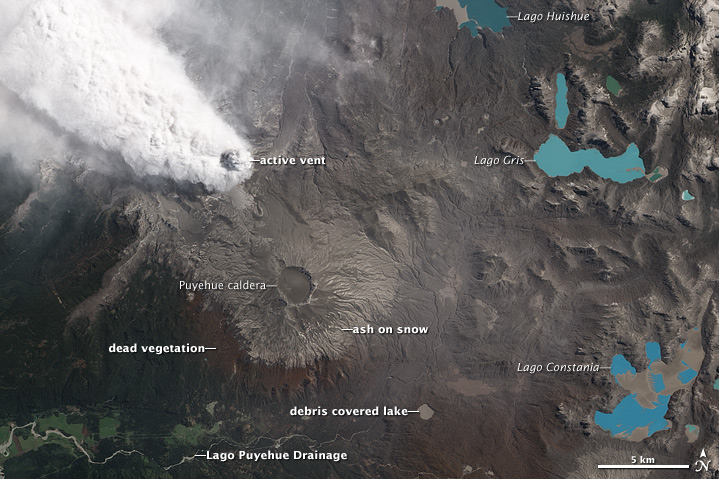
Image satellite du 22 octobre 2011 montrant le Puyehue recouvert de cendres au cours de l'éruption du Cordón Caulle dont le panache volcanique est visible au nord-ouest de la caldeira.

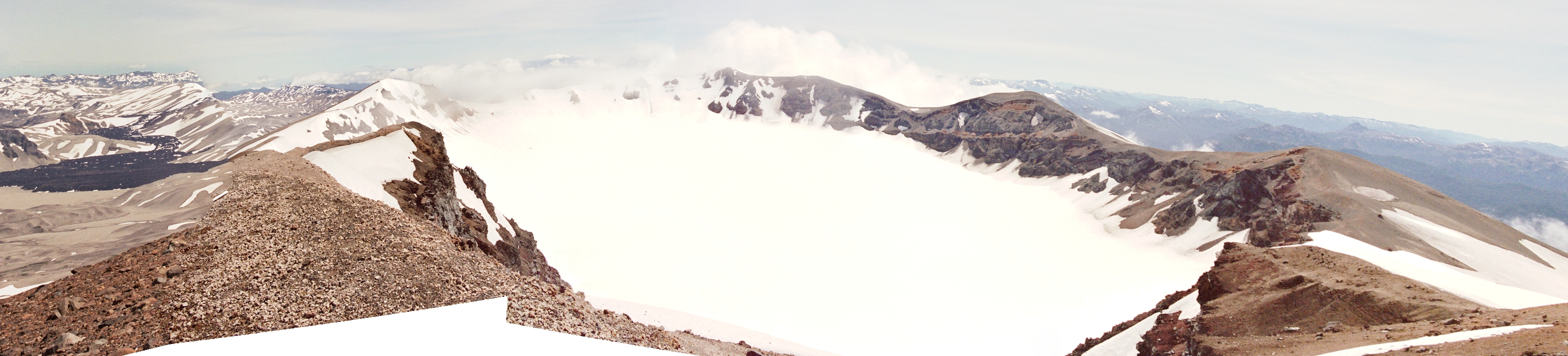
Image panoramique de la caldeira enneigée du Puyehue.